# L'incantatrice (opera)
L'incantatrice è un'opera in quattro atti di Pëtr Il'ič Čajkovskij, su libretto di Ippolit Vasil'evič Špažinskij, che lo derivò dalla sua tragedia omonima.

## Storia della composizione
L'opera fu composta tra il settembre del 1885 ed il maggio del 1887 a Majdanovo, e fu messa in scena per la prima volta il 20 ottobre (1º novembre) 1887 al teatro Mariinskij di San Pietroburgo, sotto la direzione dell'autore.
L'organico dell'orchestra è il seguente:
- Archi: violini I, violini II, viole, violoncelli e contrabbassi
- Legni: ottavino, 3 flauti, 2 oboi, corno inglese, 2 clarinetti, 2 fagotti
- Ottoni: 4 corni (in fa), 2 cornette (in si bemolle), 2 trombe (si bemolle), 3 tromboni, tuba
- Percussioni: timpani, triangolo, tamburello, tamburo, piatti, grancassa, tam-tam
- Altro: arpa

La prima esecuzione assoluta in Italia ha avuto luogo al teatro di San Carlo di Napoli il 17 febbraio 2017.

## Trama
L'azione ha luogo a Nižnij Novgorod e dintorni nell'ultimo quarto del XV secolo.

### Atto I
Sulla riva dell'Oka opposta a Nižnij Novgorod, presso la locanda di Nastas'ja. La bella ostessa Nastas'ja, detta Kuma, canta per i suoi ospiti, quando si avvicinano alla riva delle imbarcazioni: si tratta del giovane principe Jurij, che torna dalla caccia. Nastas'ja è felice perché è innamorata di Jurij, ma egli invece la rifugge e decide di non fermarsi e proseguire. Invece arriva un ospite ben più sgradito: il padre di Jurij, il terribile principe vicario Kurljatev, con il diacono Mamyrov ed il suo seguito. Nastas'ja teme disgrazie, ma il principe, affascinato dalla bellezza e dal parlare arguto della ragazza, cambia la sua ira in benevolenza. Accetta dalla mano della locandiera una tazza di vino, beve e, ubriacatosi, ordina a Mamyrov di danzare con i buffoni per rallegrare i presenti.

### Atto II
Il giardino della casa del principe. La principessa, abbandonata dal marito, è addolorata. Mamyrov, in collera per l'offesa ricevuta, fa credere alla principessa che il marito è rimasto vittima dei sortilegi della maliarda Kuma. La donna, rimasta sola, medita vendetta. Arriva il vecchio principe, perso nei suoi pensieri per Nastas'ja. L'irosa conversazione che segue tra i due coniugi non fa che aggravare la situazione. Entrambi se ne vanno. Nel giardino irrompe una folla di popolani, che insegue i servitori del principe, colpevoli di aver derubato dei mercanti in pieno giorno. Compare l'odiato Mamyrov, che prende i servitori ladri sotto la sua protezione e dà ordine di legare i capi della folla. Il rumore fa uscire il principe Jurij, che rimprovera Mamyrov per la sua ingiustizia e libera i capi del popolo. Nel frattempo il vecchio principe è andato di nuovo da Kuma e la principessa si sfoga con Jurij, che promette alla madre di uccidere la strega che ha irretito il padre.

### Atto III
Nell'isba di Nastas'ja, la sera. Il vecchio principe cerca di convincere Nastas'ja a diventare la sua amante, alternando lusinghe e minacce, ma lei si rifiuta ostinatamente. Giunge perfino a porgere la gola al pugnale del principe, preferendo la morte alle sue profferte. Il vecchio, fuori di sé dalla rabbia, se ne va. Entra un'amica di Kuma con una brutta notizia: il principe Jurij ha creduto alle calunnie su di lei e la cerca per ucciderla. La povera ragazza rimasta sola si dispera, poi va a dormire senza chiudere la porta. Di soppiatto entra Jurij per ucciderla, ma al vederla desiste dal suo proposito: lei apre gli occhi e si dichiara pura. Jurij le crede e se ne innamora.

### Atto IV
Un fitto bosco sulle rive dell'Oka. La principessa travestita si reca dal malvagio stregone Kud'ma per farsi dare del veleno, con cui vendicarsi di Kuma. Si è appena nascosta quando arrivano Jurij e Nastas'ja. Il giovane, cacciato da casa, cerca con la sua amata la felicità in qualche posto lontano. Ma, approfittando di una breve assenza di Jurij, la principessa riesce a far bere dell'acqua avvelenata a Nastas'ja, che muore tra le braccia del suo amato. Il suo corpo, per ordine della principessa, viene gettato nel fiume. Si fa scuro e sta per scoppiare una tempesta. Giunge il vecchio principe Kurljatev, sulle tracce del figlio e dell'amata. Sospettando che il giovane abbia nascosto Kuma da qualche parte, egli in uno scatto uccide suo figlio. Tutti fuggono inorriditi. Il principe quasi pazzo rimane solo nella sua disperazione, mentre la tempesta inizia a infuriare.

## Struttura dell'opera
- Introduzione

### Atto I
- 1 Scena popolare
- 2 Scena popolare
- 3 Coro degli ospiti e scena
- 4 Scena e arioso di Kuma
- 5 Coro del popolo e scena
- 6 Scena
- 7 Decimino (a cappella) con coro, scena e coro, danza dei buffoni e scena

### Atto II
- Intermezzo
- 8 Scena e arioso della principessa
- 9 Scena e duetto
- 10 Scena
- 11 Scena e arioso del principe
- 12 Scena del principe e della principessa
- 13 Scena popolare
- 14 Finale

### Atto III
- 15 Scena e duetto
- 16 Scena
- 17 scena e duetto

### Atto IV
- Intermezzo
- 18 Scena con coro
- 19 Scena e duetto
- 20 Scena e arioso di Kuma
- 21 Scena e duetto
- 22 Scena e quartetto
- 23 Finale